# Acalymma balyanum
Acalymma balyanum es una especie de  coleóptero de la familia Chrysomelidae.
Fue descrita científicamente por primera vez en 1891 por Gahan.